# Blue Jean
«Blue Jean» es una canción de David Bowie del álbum Tonight. Una de sólo dos pistas escritas completamente por Bowie, fue lanzada como sencillo antes del álbum.
Vagamente inspirada por Eddie Cochran, la canción fue una composición sin complicaciones, recordando a tempranos roqueros de Bowie, como "The Jean Genie", y es generalmente considerada como una de las mejores partes de un álbum decepcionante.
Siguiendo el gran éxito comercial del anterior álbum de Bowie, Let's Dance, sus sencillos y el Serious Moonlight Tour, "Blue Jean" fue lanzada con promoción masiva. Julien Temple fue llamado para dirigir un cortometraje de 21 minutos para promocionar la canción, Jazzin' for Blue Jean. El segmento de la interpretación de la canción fue también utilizada como un video musical más convencional.
"Blue Jean" fue un éxito en el Reino Unido y en Estados Unidos, llegando al n.º 6 y n.º 8 respectivamente. En algunas regiones éste fue visto como una especie de decepción comparado al éxito de los sencillos de Let's Dance, y fue el primer indicio del fracaso comercial de largo término de Tonight.
La canción permanecería en el repertorio en vivo de Bowie durante todo el fin de los años 1980 y principios de los años 1990.

## David Bowie en "Blue Jean"
Entrevistado en 1987 y preguntado para comparar una pista como "Time Will Crawl" con "Blue Jean", Bowie dijo que "'Blue Jean' es una pieza de rock 'n roll sexista. [se ríe] Es acerca de ligar con chicas. No es muy cerebral, esa pieza."

## Lista de canciones

### 7": EMI America / EA 181 (UK)
1. «Blue Jean» - 3:08
2. «Dancing with the Big Boys» - 3:32

- Algunas versiones del sencillo de 7" fueron lanzadas en vinilo azul.

### 12": EMI America / 12EA 181 (UK)
1. «Blue Jean» (Extended Dance Mix) - 5:15
2. «Dancing with the Big Boys» (Extended Dance Mix) - 7:28
3. «Dancing with the Big Boys» (Extended Dub Mix) - 7:15

- «Blue Jean» (Extended Danc Mix) remezclado por John "Jellybean" Benitez.
- «Dancing with the Big Boys» remixes producido por Arthur Baker.

## Créditos de producción
Productores
- David Bowie
- Hugh Padgham
- Derek Bramble

Músicos
- David Bowie: Voz
- Carlos Alomar: Guitarra
- Derek Bramble: Bajo, Sintetizador
- Carmine Rojas: Bajo
- Sam Figueroa: Percusión
- Omar Hakim: Batería
- Guy St Onge: Marimba

## Otros lanzamientos
- Aparece en las siguientes compilacines:
  - Changesbowie (1990)
  - Bowie: The Singles 1969-1993 (1993)
  - The Singles Collection (1993)
  - Best of Bowie (2002)
  - The Best of David Bowie 1980/1987 (2007)

## Versiones en video
Hay 3 versiones del video:
1. La versión completa de 21 minutos titulada Jazzin' for Blue Jean.
2. La versión de 3 minutos de la interpretación de la pista homónima, editada del video completo Jazzin for Blue Jean. El video está disponible para desgargar en el juego de karaoke de Xbox 360 Lips.
3. Una versión alternativa grabada para MTV en Inglaterra que no tiene relación con los otros videos. Este video alternativo no estaba disponible popularmente hasta que fue incluido como un easter egg en el lanzamiento en DVD de Best of Bowie en 2002.

## Versiones
- Example 2 - Ashes to Ashes: A Tribute to David Bowie (1998)
- Gallery of Fear - The Dark Side of David Bowie: A Tribute to David Bowie (1997)
- Pennywise
- Trench - Hero: The Main Man Records Tribute to David Bowie (2007)
- Papercranes - We Were So Turned On: A Tribute to David Bowie (2010)

## Posicionamiento
| Listas (1984)                        | Posición |
| ------------------------------------ | -------- |
| Australian Kent Report Singles Chart | 12       |
| Austrian Singles Chart               | 16       |
| Canadian Singles Chart               | 4        |
| French Singles Chart                 | 22       |
| German Singles Chart                 | 21       |
| Irish Singles Chart                  | 3        |
| Norwegian Singles Chart              | 3        |
| Swedish Singles Chart                | 5        |
| Swiss Singles Chart                  | 14       |
| UK Singles Chart                     | 6        |
| US Billboard Hot 100                 | 8        |